# بوسانجو
بوسانجو هي مدينة، تتبع محافظة أوهام، هي عاصمة محافظة أوهام، بلغ عدد سكانها 36٬478 نسمة.

## المناخ
يظهر الجدول التالي التغييرات المناخية على مدار السنة لبوسانجو:
| البيانات المناخية لـبوسانجو | البيانات المناخية لـبوسانجو | البيانات المناخية لـبوسانجو | البيانات المناخية لـبوسانجو | البيانات المناخية لـبوسانجو | البيانات المناخية لـبوسانجو | البيانات المناخية لـبوسانجو | البيانات المناخية لـبوسانجو | البيانات المناخية لـبوسانجو | البيانات المناخية لـبوسانجو | البيانات المناخية لـبوسانجو | البيانات المناخية لـبوسانجو | البيانات المناخية لـبوسانجو | البيانات المناخية لـبوسانجو |
| الشهر | يناير                       | فبراير                      | مارس                        | أبريل                       | مايو                        | يونيو                       | يوليو                       | أغسطس                       | سبتمبر                      | أكتوبر                      | نوفمبر                      | ديسمبر                      | المعدل السنوي               |
| --- | --------------------------- | --------------------------- | --------------------------- | --------------------------- | --------------------------- | --------------------------- | --------------------------- | --------------------------- | --------------------------- | --------------------------- | --------------------------- | --------------------------- | --------------------------- |
| متوسط درجة الحرارة الكبرى °م (°ف) | 35.7 (96.3)                 | 37.5 (99.5)                 | 38.3 (100.9)                | 36.3 (97.3)                 | 34.4 (93.9)                 | 32.4 (90.3)                 | 31.2 (88.2)                 | 30.9 (87.6)                 | 31.5 (88.7)                 | 32.7 (90.9)                 | 34.3 (93.7)                 | 34.9 (94.8)                 | 34.2 (93.5)                 |
| المتوسط اليومي °م (°ف) | 25.1 (77.2)                 | 27.9 (82.2)                 | 29.8 (85.6)                 | 29.4 (84.9)                 | 28.5 (83.3)                 | 26.9 (80.4)                 | 26.1 (79.0)                 | 25.9 (78.6)                 | 26.2 (79.2)                 | 26.6 (79.9)                 | 26.7 (80.1)                 | 25.0 (77.0)                 | 27.0 (80.6)                 |
| متوسط درجة الحرارة الصغرى °م (°ف) | 14.3 (57.7)                 | 18.4 (65.1)                 | 21.3 (70.3)                 | 22.5 (72.5)                 | 22.0 (71.6)                 | 21.4 (70.5)                 | 20.9 (69.6)                 | 20.9 (69.6)                 | 20.7 (69.3)                 | 20.6 (69.1)                 | 19.0 (66.2)                 | 15.0 (59.0)                 | 19.8 (67.5)                 |
| الهطول مم (إنش) | 1 (0.0)                     | 6 (0.2)                     | 47 (1.9)                    | 92 (3.6)                    | 141 (5.6)                   | 166 (6.5)                   | 234 (9.2)                   | 279 (11.0)                  | 240 (9.4)                   | 159 (6.3)                   | 22 (0.9)                    | 1 (0.0)                     | 1٬388 (54.6)                |
| ساعات سطوع الشمس الشهرية | 265                         | 242                         | 211                         | 211                         | 227                         | 188                         | 165                         | 155                         | 172                         | 198                         | 248                         | 266                         | 2٬548                       |
| المصدر #1: Normales et records pour la période 2000-2016 à Bossangoa , |                             |                             |                             |                             |                             |                             |                             |                             |                             |                             |                             |                             |                             |
| المصدر #2: Climate Bossangoa - Central African Republic for rainfall totals , Étude méthodologique pour l'utilisation des données climatologiques de l'Afrique tropicale for sunshine hours |                             |                             |                             |                             |                             |                             |                             |                             |                             |                             |                             |                             |                             |